# El Sr. Daixonses i la Sra. Dallonses
El Sr. Daixonses i la Sra. Dallonses fou una revista de gènere humorístic escrita en català. Va ser fundada l'any 1926 després que moltes altres publicacions de caràcter satíric, abans de la dictadura del general Miguel Primo de Rivera, haguessin canviat de títol, com Papitu, o haguessin sofert suspensions, com L'Esquella de la Torratxa.

## Història
El Sr. Daixonses i la Sra. Dallonses va ser fundada el 2 de gener de 1926. La revista va néixer en un context polític de repressió de la llibertat d'expressió, ja que ençà el 1923 i fins al 1930 Espanya estava dominada per una dictadura militar imposada per Primo de Rivera. El 27 de febrer de 1926, la publicació va cessar la seva activitat.
La revista fou de periodicitat setmanal, sortint el primer número en dissabte. Durant el temps que la revista va estar en actiu, va publicar 9 números. Era impresa a la Tipografia Occitània, al carrer de l'Encarnació de Barcelona 27 i 29, on també hi havia la redacció. El preu de venda al públic era de vint cèntims de pesseta per cada exemplar.

## Col·laboradors
Durant el període de 1923-1930, la societat catalana compta amb una gran quantitat d'escriptors i d'artistes de gran nivell i de renom, els quals s'esforcen per a seguir donant els seus fruits. La revista Sr. Daixonses i la Sra. Dallonses neix com una publicació que s'esforça a mantenir un alt grau de qualitat i de finor a través de la sàtira i del joc humorístic. Entre els seus redactors hi destaquen en Prudenci Bertrana, Josep Carner, Àngel Ferran, Carles Capdevila, Joaquim Ventalló i d'altres escriptors coneguts. Com a dibuixants hi trobem a Prat, Mallol, Horta, Canyellas, Mora, Martí Bas... I pel seu pseudònim podem destacar a en Cornet, Opisso, Castanys, Quelus, Apa, Miret, D'Ivori, Bigas, John, i Shum. El director fou Joan Draper.

## Estil i contingut
La revista comptava amb un estil satíric i humorístic i estava abundantment il·lustrada amb dibuixos i caricatures. Tenia una enginyosa particularitat externa: El Sr. Daixonses anava acompanyat de La Sra. Dallonses en el mateix número. El primer estava destinat a un públic masculí, mentre que el segon es dirigia a les dones. S'oferien junts però cadascú seguia la seva numeració de pàgines independentment de l'altre. La publicació total comptava amb 16 pàgines, les quals quedaven repartides equitativament entre El Sr. Daixonses i La Sra. Dallonses, amb 8 pàgines per a cada un. Són dues revistes distintes però estretament vinculades, les quals, a l'hora de comentar-les o consultar-les, no es poden pas deslligar. A partir del setè número, s'integren pel que fa a la paginació, però es van alternant en cada pàgina, on apareix en el marge superior de quins títols es tracta, bé El Sr. Daixonses, bé La Sra. Dallonses. La primera coberta correspons a El Sr. Daixonses i la darrera a La Sra. Dallonses.
La revista compta amb una presentació d'excepcional qualitat. Les pàgines són a tres columnes i cadascuna d'elles conté una o dues il·lustracions emmarcades per orles. Cada coberta presenta la capçalera de Cornet amb una il·lustració distinta per a cada número. Del número 7 al 9 són a dues tintes: negre i vermell. El format és de 28x21 centímetres.